# Dariusz Iwański
Dariusz Andrzej Iwański (ur. 1 grudnia 1971) – polski duchowny katolicki, biblista, profesor UMK, wykładowca na Wydziale Teologicznym Uniwersytetu Mikołaja Kopernika w Toruniu, autor książek, przewodnik po Ziemi Świętej, twórca Internetowy.